# Державин, Михаил Степанович
Михаи́л Степа́нович Держа́вин (фамилия при рождении — Захаров; 12 (25) июля 1903, с. Аксиньино Коломенского уезда Московской губернии — 30 июля 1951, Москва) — советский актёр театра и кино. Народный артист РСФСР (1946). Лауреат Сталинской премии первой степени (1946).

## Биография
Михаил Державин родился 12 (25 июля) 1903 года в селе Аксиньино (ныне в Ступинском районе Московской области).
В 1918 — ученик оружейника в АОМСе в Москве, в 1920—1925 годах — табельщик Московского завода «Металлоламп».
В 1924 году поступил в Студию имени Евгения Вахтангова. С 1928 года — актёр Театра имени Е. Вахтангова.
В кинематографе дебютировал в 1931 году в небольшой роли в фильме «Механический предатель». Сыграл главную роль — генерала Муравьёва, прототипом которого послужил Г. К. Жуков, — в фильме «Великий перелом».
Михаил Державин умер 30 июля 1951 года во время отпуска, на 49-м году жизни, в арендованном загородном доме недалеко от посёлка Шишкин Лес. Похоронен в Москве на Новодевичьем кладбище (участок № 2).

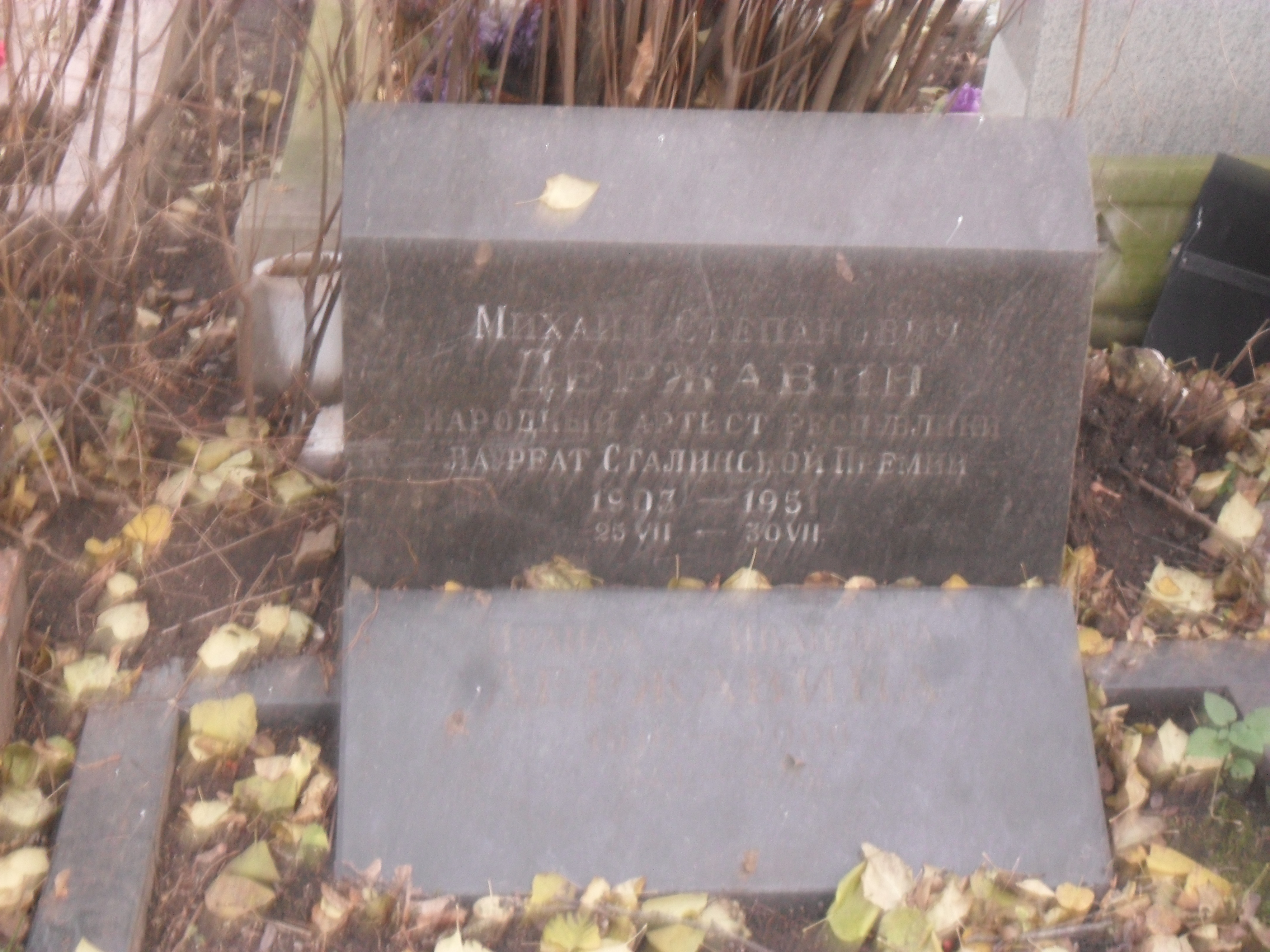
Могила Державина на Новодевичьем кладбище Москвы

## Семья
Жена — Ираида Ивановна Державина (24.1.1916—31.12.2000). Сын — народный артист РСФСР, актёр Михаил Державин (1936—2018). Внучка — Мария Будённая (род. 1963).
Дочь — Татьяна Михайловна (1941—2014). Внук — Михаил Борисович Владимиров.
Дочь — Анна Державина.

## Награды и премии
- 1946 — Сталинская премия первой степени — за исполнение роли генерала Муравьёва в фильме «Великий перелом» (1945)[3];
- 4.11.1942 — Заслуженный артист РСФСР;
- 16.12.1946 — Народный артист РСФСР;
- 16.12.1946 — Орден Ленина;
- 1944 — Медаль «За оборону Москвы»[10];
- 18.02.1946 — Медаль «За доблестный труд в Великой Отечественной войне 1941-1945 гг.»[4].

## Творчество

### Роли в театре (1928—1951)
- 1925 (п) — «Виринея» Лидии Сейфуллиной, Валериана Правдухина — Мужик, Козак (ввод в спектакль) — Постановка: Алексея Попова
- 1926 (п) — «Зойкина квартира» Михаила Булгакова — Мертвое тело (ввод в спектакль) — Постановка: Алексея Попова
- 1927 (п) — «Разлом» Б. А. Лавренёва — Швач, боцман крейсера «Заря» (ввод в спектакль) — Постановка: Алексея Попова
- 1927 (п) — «Барсуки» Леонида Леонова — Секретон, помощник начальника станции (ввод в спектакль) — Постановка: Бориса Захавы
- 1929 — «Заговор чувств» Юрия Олеши — Муж Лизаветы Ивановны — Постановка: Алексея Попова
- 1930 — «Темп» Н. Ф. Погодина — Дудыкин — Постановка: О. Басова, К. Миронова
- 1932 — «Гамлет» Уильяма Шекспира — Бернардо — Постановка: Николая Акимова
- 1932 — «Егор Булычов и другие» Максима Горького — Павлин, Егор Булычов (с 1940 года) — Постановка: Бориса Захавы
- 1935 — «Аристократы» Николая Погодина — Карась (кулак) — Постановка: Бориса Захавы
- 1936 — «Много шума из ничего» У. Шекспира — Леонато, Мессинский наместник — Постановка: Иосифа Рапопорта
- 1937 — «Человек с ружьём» Николая Погодина — Никанор — Постановка: Рубена Симонова
- 1939 — «Ревизор» Николая Васильевича Гоголя — Осип, слуга Хлестакова — Постановка: Бориса Захавы
- 1940 — «Фельдмаршал Кутузов» В. А. Соловьёва — Михаил Илларионович Кутузов — Постановка: Николая Охлопкова
- 1942 — «Сирано де Бержерак» Э. Ростана — кондитер Рагно — Постановка: Николая Охлопкова
- 1942 — «Олеко Дундич» А. Ржешевского, М. Каца — Ворошилов Климент Ефремович — Постановка: Алексея Дикого
- 1942 — «Фронт» А. Е. Корнейчука — генерал Горлов, командующий фронтом — Постановка: Рубена Симонова
- 1944 — «Гроза» Островского — Тихон — Постановка: Бориса Захавы
- 1946 — «Кому подчиняется время» братьев Тур, Льва Шейнина — Генерал — Постановка: Александры Ремизовой
- 1947 — «Русский вопрос» Константина Симонова — журналист Боб Мерфи — Постановка: Иосифа Рапопорта
- 1948 — «Макар Дубрава» А. П. Корнейчука — Макар Дубрава — Постановка: Иосифа Рапопорта
- 1949 — «Крепость на Волге» Кремлева — Сергей Миронович Киров — Постановка: Рубена Симонова

### Фильмография
| Год  |   | Название                   | Роль                        |
| ---- | - | -------------------------- | --------------------------- |
| 1931 | ф | Механический предатель     | Начальник милиции           |
| 1932 | ф | Толедо                     | студент Болдырев            |
| 1938 | ф | Семья Оппенгейм            | Вельс                       |
| 1938 | ф | Новая Москва               | председатель жюри           |
| 1940 | ф | Будни                      | Васянин                     |
| 1941 | ф | Первопечатник Иван Фёдоров | Малюта Скуратов             |
| 1941 | ф | Дело Артамоновых           | Пётр Артамонов              |
| 1941 | ф | Парень из тайги            | директор прииска            |
| 1943 | ф | Дни и ночи                 | командующий                 |
| 1945 | ф | Великий перелом            | генерал Муравьёв            |
| 1946 | ф | Глинка                     | Василий Андреевич Жуковский |
| 1947 | ф | Повесть о «Неистовом»      | командующий флотом          |
| 1948 | ф | Сталинградская битва       | К. Е. Ворошилов             |
| 1948 | ф | Три встречи                | профессор-геолог            |

## Комментарии
1. ↑  В источнике указано село Аксиньино Малинского района Московской области, что соответствует Коломенскому уезду на 1903 год и Ступинскому району в настоящее время